# Élections générales britanniques de 1831
Les élections générales britanniques de 1831 se sont déroulées du 28 avril 1831 au 1er juin 1831. Ces élections sont remportées par le parti whig.